# 吉浦駅
吉浦駅（よしうらえき）は、広島県呉市吉浦本町一丁目にある、西日本旅客鉄道（JR西日本）呉線の駅である。駅番号はJR-Y12。

## 歴史

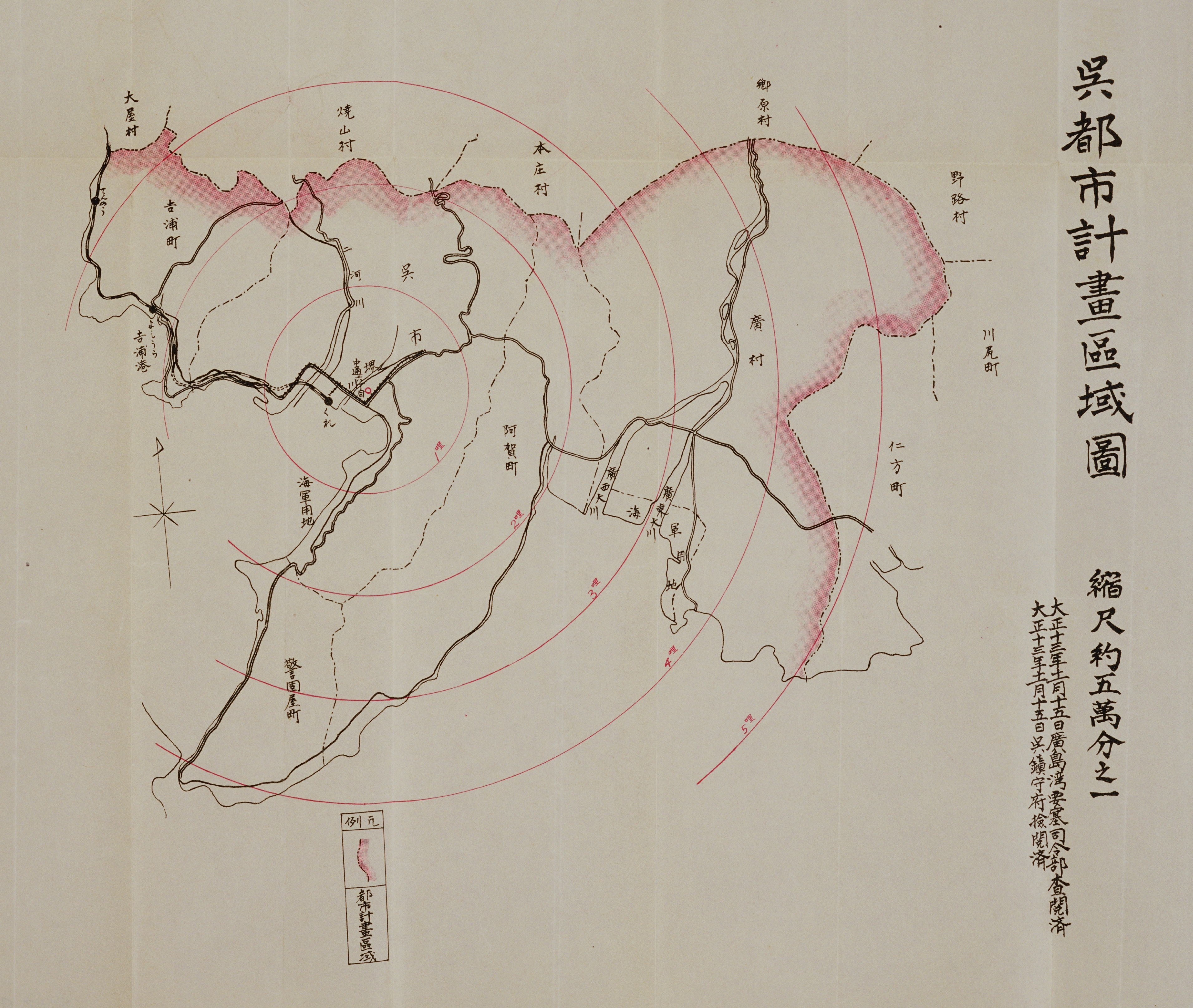
1924年都市計画図

- 1903年（明治36年）12月27日：官設鉄道海田市駅 - 呉駅間開通時に開設[2]。
- 1904年（明治37年）12月1日：山陽鉄道に貸渡[2]。
- 1906年（明治39年）12月1日：山陽鉄道が国有化[2]、再度官設鉄道の駅となる。
- 1909年（明治42年）10月12日：線路名称制定、呉線所属となる。
- 1910年（明治43年）10月21日：駅舎（2代目）・待合室・便所改築。
- 1946年（昭和21年）：現駅舎完成[1]。
- 1984年（昭和59年）1月21日：貨物取扱廃止[2]。
- 1985年（昭和60年）3月14日：荷物扱い廃止[2]。
- 1987年（昭和62年）4月1日：国鉄分割民営化に伴い、西日本旅客鉄道（JR西日本）の駅となる[2]。
- 1992年（平成4年）11月1日：みどりの窓口営業開始。
- 2004年（平成16年）10月16日：ダイヤ改正に伴い、当駅で快速「安芸路ライナー」同士の列車交換を行うようになる。
- 2006年（平成18年）3月18日：ダイヤ改正に伴い、安芸路ライナー同士の交換駅をかるが浜駅に変更。
- 2007年（平成19年）
  - 6月16日：ICOCA対応簡易型自動改札機新設。
  - 9月1日：ICカード「ICOCA」が利用可能となる。
  - 10月1日：みどりの窓口営業時間を平日と土休日で別とし、営業時間中に閉鎖時間帯が設定される。
- （詳細時期不明）：ジェイアール西日本広島メンテックの広島東駅務所が、当駅に設けられる[注釈 1]。
- 2012年（平成24年）
  - 2月：島式ホーム上り線側（乗降に使用していない駅舎側）に柵が設置される。
  - 3月17日：快速「安芸路ライナー」の停車駅となる。
- 2018年（平成30年）
  - 7月6日：平成30年7月豪雨に伴い、営業休止。
  - 9月9日：広駅 - 坂駅間で運転再開[注釈 2][11]。
- 2022年（令和4年）
  - 3月31日：みどりの窓口営業終了[3]。
  - 4月1日：無人駅化[3]。

## 駅構造

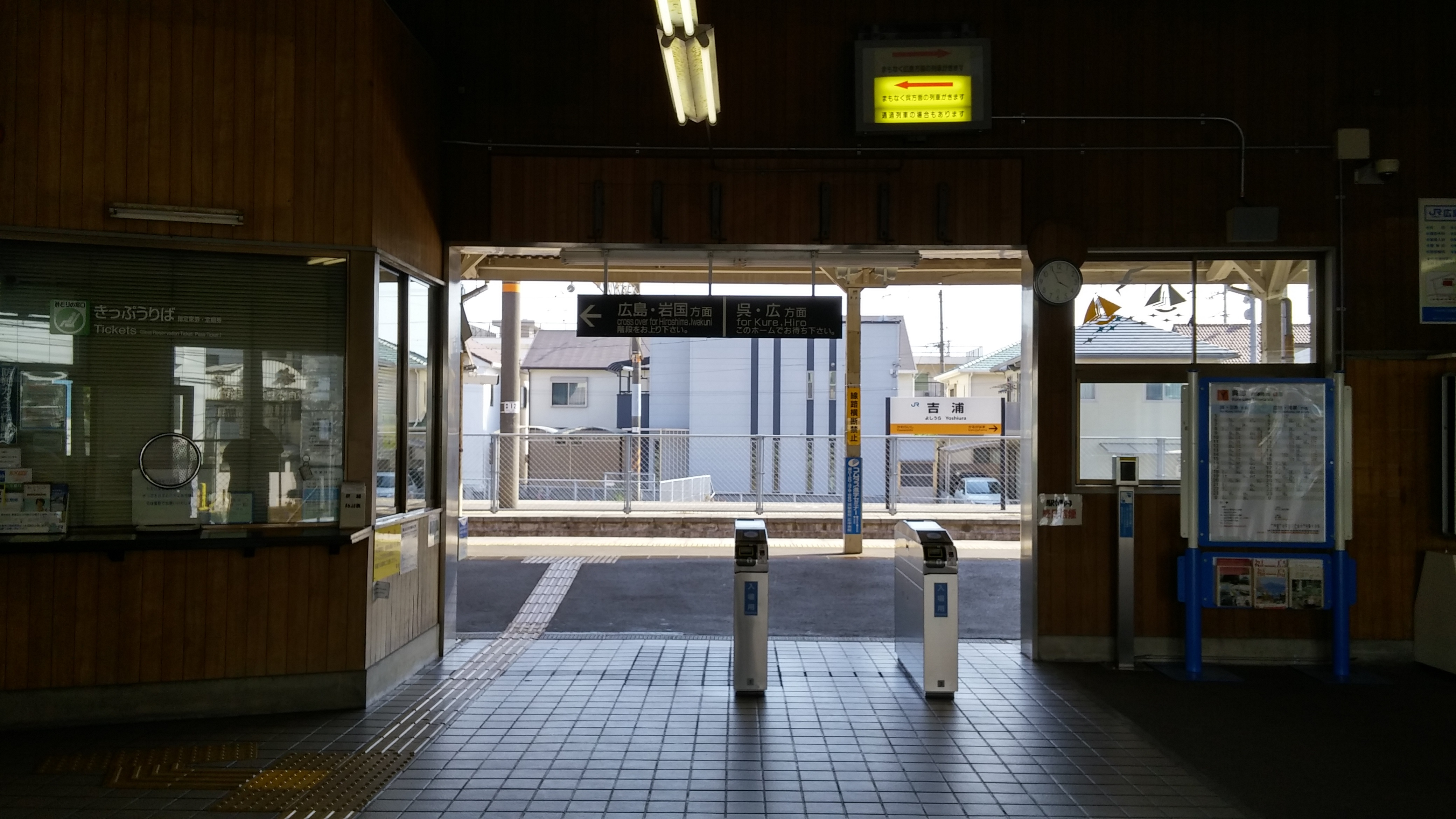
改札口（2015年5月）

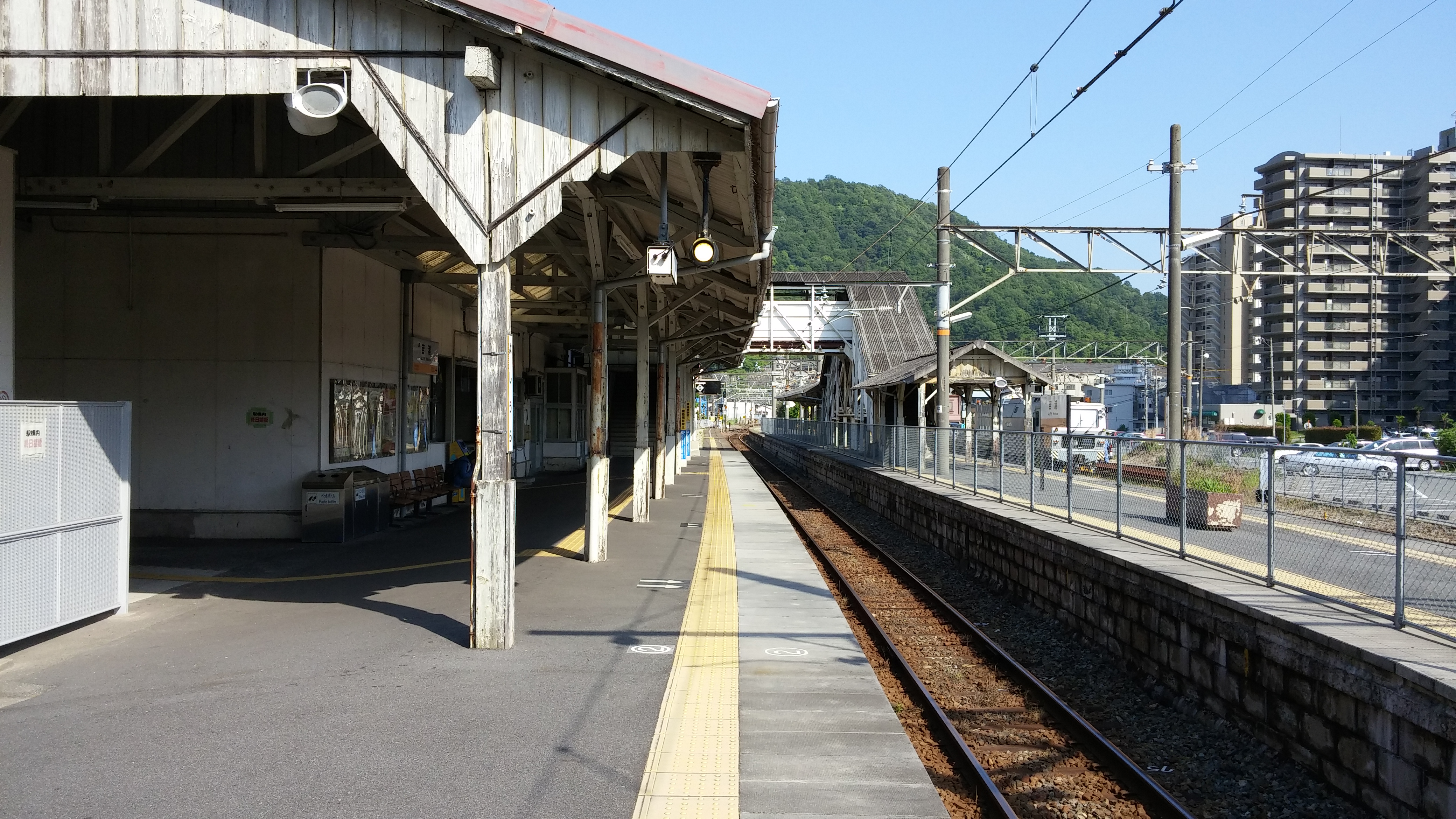
ホーム（2015年5月）

単式・島式ホーム2面2線を有する地上駅。駅舎は呉方面行ホーム側にあり、両ホームは跨線橋で連絡している。

### のりば
| のりば | 路線 | 方向 | 行先             |
| ------ | ---- | ---- | ---------------- |
| 1      | 呉線 | 上り | 呉・竹原方面     |
| 2      | 呉線 | 下り | 海田市・広島方面 |

### 特徴
- 単式ホーム（駅舎側）と島式ホーム間に1番線があり、島式ホームの側が2番線となっているため、1番線は単式、島式ホーム側どちらでも乗降出来る構造になっている。しかし、乗降には駅舎側単式ホームを使用していることから、使用されていない島式ホーム側には2012年に柵が設置された。2番線外側には保線車両留置用側線が1線ある。現在はこの側線の呉方面側には車止めが設置されているが、かつては呉方面側で2番線に合流していた。また、この側線外側は現在は駐車場となっているが、以前は貨物用側線が複数あり、当駅南西側に位置する海上自衛隊呉造修補給所貯油所までの専用線（引込線）も存在した。この専用線は当駅貨物取扱廃止後大部分が撤去されたが、その後も長らく駅構内から西に少し進んだ叢まで、専用線に対する出発信号機共々撤去されずに残されていた。また2番線ホームには、2番線出発信号機に対する出発反応標識と専用線の出発信号機に対する出発反応標識とが並んで設置されていた。現在は専用線・出発信号機のどちらも完全に撤去されており、駅西側の小さな川を渡る橋梁のみ残っている。駅西側にある「吉浦西踏切」南側の遮断機(WB1)と警報機は専用線撤去後も少なくとも2013年10月までは呉線上下線及び専用線跡の計3線を遮断可能な位置に設置されていたが、2019年時点では踏切設備更新と共に北側（呉線上下線のみ遮断する位置）に移設されている。
- 便所は、改札内外から利用出来、改札外は男女別、改札内は男女共用で、いずれも汲取り式であったが2011年6月に男女別水洗式に改築された。よって改札外からは利用出来ず、改札内のみからの利用となる。
- 以前は西広島駅や広駅で見られたような幕式列車案内装置が設置されていたが、現在は撤去されている。

## 利用状況
「呉市統計書」によると、近年の1日平均乗車人員の推移は以下の通り。
| 年度                | 1日平均 乗車人員 |
| ------------------- | ---------------- |
| 1987年（昭和62年）  | 1,933            |
| 1988年（昭和63年）  | 1,893            |
| 1989年（平成 元年） | 1,892            |
| 1990年（平成02年）  | 1,903            |
| 1991年（平成03年）  | 1,867            |
| 1992年（平成04年）  | 1,868            |
| 1993年（平成05年）  | 1,860            |
| 1994年（平成06年）  | 1,736            |
| 1995年（平成07年）  | 1,695            |
| 1996年（平成08年）  | 1,645            |
| 1997年（平成09年）  | 1,686            |
| 1998年（平成10年）  | 1,657            |
| 1999年（平成11年）  | 1,631            |
| 2000年（平成12年）  | 1,592            |
| 2001年（平成13年）  | 1,527            |
| 2002年（平成14年）  | 1,470            |
| 2003年（平成15年）  | 1,450            |
| 2004年（平成16年）  | 1,479            |
| 2005年（平成17年）  | 1,481            |
| 2006年（平成18年）  | 1,472            |
| 2007年（平成19年）  | 1,489            |
| 2008年（平成20年）  | 1,457            |
| 2009年（平成21年）  | 1,422            |
| 2010年（平成22年）  | 1,432            |
| 2011年（平成23年）  | 1,440            |
| 2012年（平成24年）  | 1,462            |
| 2013年（平成25年）  | 1,437            |
| 2014年（平成26年）  | 1,393            |
| 2015年（平成27年）  | 1,403            |
| 2016年（平成28年）  | 1,363            |
| 2017年（平成29年）  | 1,345            |
| 2018年（平成30年）  | 1,175            |
| 2019年（令和 元年） | 1,206            |
| 2020年（令和02年）  | 1,030            |
| 2021年（令和03年）  | 1,041            |
| 2022年（令和04年）  | 1,069            |
| 2023年（令和05年）  | 1,114            |

## 駅周辺
- 呉港
- 海上自衛隊呉造修補給所貯油所
- ピュアークック吉浦店
- 呉市立吉浦小学校
- 呉市役所吉浦出張所
- 国道31号
- 広電バス「吉浦駅前」停留所

## 隣の駅
西日本旅客鉄道（JR西日本）
 呉線
■快速「通勤ライナー」
通過
■快速「安芸路ライナー」
呉駅 (JR-Y14) - 吉浦駅 (JR-Y12) - 坂駅 (JR-Y06)
■普通
川原石駅 (JR-Y13) - 吉浦駅 (JR-Y12) - かるが浜駅 (JR-Y11)